# Disco Expres (revista)
Disco Expres (escrito sin tilde), en ocasiones citado erróneamente como Disco Express, es un semanario musical, de difusión nacional, publicado en Pamplona entre 1968 y 1979 y posteriormente en Barcelona hasta 1984. Informó y opinó principalmente sobre la música pop y rock. 

## Tres etapas (1968 - 1984)
La publicación de Disco Expres estuvo marcada por tres etapas:
La primera etapa (1968-1971) alcanzó especial notoriedad y difusión, en buena parte gracias a la participación de Joaquín Luqui, que con 20 años ya era comentarista de música del diario ''El Pensamiento Navarro'' y responsable de los programas “Requeterritmo” y “Discofilia” en Radio Requeté de Pamplona emisora asociada a la Cadena SER. Luqui, de hecho, llenó de contenidos la publicación. Esta primera etapa comenzó con el número 0 el 22 de noviembre de 1968 y concluyó el 2 de abril de 1971, cuando desapareció de la página de créditos José Luis Turrillas, su primer editor. En este periodo se publicaron 116 números.
La segunda etapa (1971-1979) se inició con el cambio de la propiedad de semanario, que llevó consigo la renovación de la línea editorial y, por consiguiente, de la redacción, aunque mantuvo la cabecera, el formato y el número de páginas. Introdujo la novedad de insertar pósteres a color. 
En la tercera etapa (1981 - 1984) se publica en Barcelona, con nuevo diseño de cabecera y formato, y periodicidad mensual. Entre 1983 y 1984 se distribuye como suplemento mensual de la revista Rock Espezial y comienza nueva numeración.

## Historia
Fueron sus promotores Joaquín Luqui y José Luis Turrillas. Tras unos meses de preparación del proyecto editorial, el número 0 de Disco Expres se publicó el 22 de noviembre de 1968 y, tal y como se anunciaba unos días antes en El Pensamiento Navarro, pretendía ser “un semanario en línea con los mejores periódicos ingleses de las especialidad”, como era el caso de Melody Maker, creado en 1926 y el New Musical Express (1952); por otra parte tenía el propósito de completar, con un estilo más periodístico, la revista musical Discóbolo, publicada en Madrid con periodicidad quincenal entre 1962 y 1971. 
El número 1 de Disco Expres se publicó el 15 de diciembre de 1968 con una portada dedicada a John Lennon del que anunciaba una “entrevista en exclusiva”, en la que el músico había tenido “la gentileza” de contestar a un cuestionario enviado por Luqui; las respuestas ocuparon sendas páginas de este número y del siguiente. 
A finales de 1970, la falta de anunciantes, la deuda acumulada y la salida de Joaquín Luqui, alma de la redacción, que el año anterior se había trasladado a Madrid para trabajar en prensa y radio, inclinaron al editor a vender Disco Expres a la imprenta pamplonesa Grafinasa, donde se imprimía y que era la principal acreedora, que de este modo se hizo con la propiedad de la cabecera por el precio simbólico de una peseta; no obstante, el editor aún tuvo que hacer frente a parte de la deuda contraída.
En junio de 1972 el semanario veterano de la prensa musical, cuando había superado los quinientos números y algunos ya lo daban por desaparecido, fue vendido al promotor musical Gay Mercader; en consecuencia, la revista, que durante once años se había publicado en Pamplona, se trasladó a Barcelona, donde apareció con periodicidad mensual, impresa a color y dedicando cada número a un tema monográfico; mantuvo la cabecera pero el formato y diseño cambiaron radicalmente. Desapareció a los cinco años, hacia 1984.

## Equipo editorial y redacción

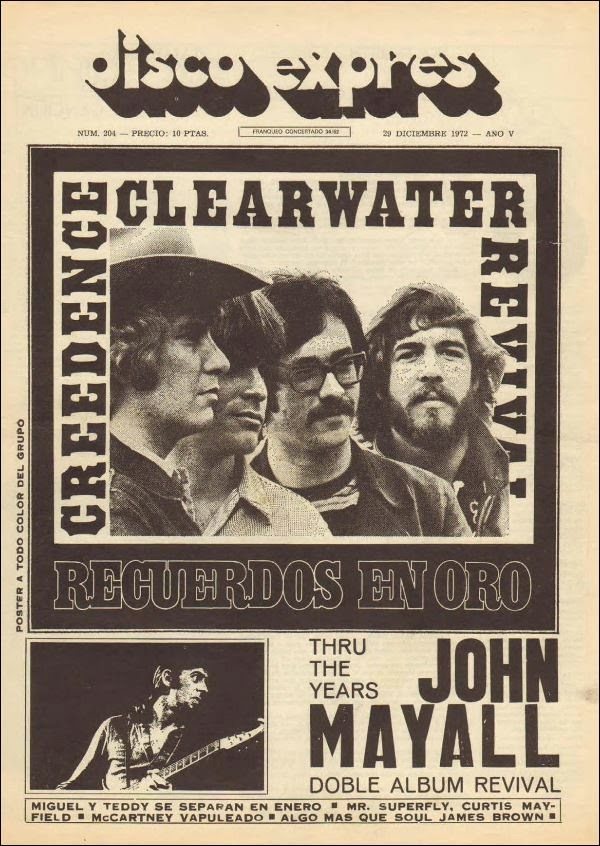
Portada del número 204, del 29 de diciembre de 1972, de Disco Expres (Segunda época)

En los créditos del número 0 aparecía como editor José Luis Turrillas, al que competían, también, el cierre de cada número, las relaciones con la imprenta y proveedores, la distribución y envíos, y el control y atención a los suscriptores; como director se encontraba Gerardo Huarte y como redactor jefe y director musical, Joaquín Luqui; por su parte, en el gabinete técnico figuraban Javier Osés y Fernando Sáez, quienes un año antes habían abierto en Pamplona la discoteca Disco Club 29, donde sonaba la música pop y rock que triunfaba en Londres. 
La fotografía correspondió a José María Domench, y la ilustración a Juan José Aquerreta y Pedro Osés. El semanario tenía delegaciones en Madrid, a cargo de Clemente Tribaldos, y en Barcelona, atendida por Fernando Morer.
En la segunda etapa (1971-1979) el editor fue el propietario de Grafinasa, Manuel Salcedo Izu; en la dirección continuó Gerardo Huarte, que más tarde fue sustituido por José Martínez Echalar; Victorino del Pozo sucedió a Luquin en la dirección musical, y entre los colaboradores más destacados figuraban Erwin Mauch, Javier Angulo y Concha Pacios; la delegación en Barcelona la ejercía Jordi Sierra i Fabra; la corresponsalía en Londres la llevaban Ana María Bel y Marisa Ciriza, y la de París Alfredo Anzola. Más adelante colaboraron Luis María Alonso, Juan Julio, Guillermo Saurine y Carlos Roldán. La realización artística correspondió a Pedro Osés y Juan José Aquerreta.

## Línea editorial
En el editorial del número 0 los promotores afirmaban: 

Estamos en un momento crucial de la música pop. Se encuentra en pleno desarrollo y tiene los problemas derivados de la propia expansión. Por ello, nosotros no venimos a enseñar sino a mostrar ese estado de cosas.

Tras asegurar que en España había “buenas revistas musicales”, advertían: 

Pero hemos pensado que faltaba algo. Algo que en Inglaterra está de moda. Un estilo de semanario musical con aire periodístico más que de revista propiamente dicha.

Aseguraban que el semanario estaría abierto a “todas la opiniones y sugerencias” y reclamaban la participación de los lectores para definir el derrotero de la publicación.
Desde sus primeros números Disco Expres cumplió el objetivo de informar con precisión y puntualidad sobre las novedades de la música pop y rock internacional y nacional, al tiempo que se hizo eco de cantautores, entonces social y políticamente comprometidos.

## Contenidos y secciones

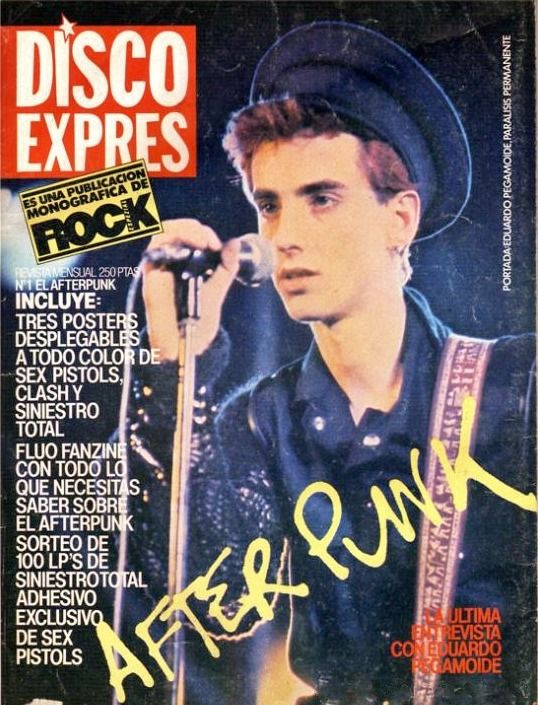
Portada de Disco Expres, correspondiente a la tercera época, cuando se editaba en Barcelona